# Pseudoxytenanthera
Pseudoxytenanthera är ett släkte av gräs. Pseudoxytenanthera ingår i familjen gräs.
Kladogram enligt Catalogue of Life:
| Pseudoxytenanthera | \| \| Pseudoxytenanthera bourdillonii \| \| \| \| \| \| Pseudoxytenanthera monadelpha \| \| \| \| \| \| Pseudoxytenanthera ritcheyi \| \| \| \| \| \| Pseudoxytenanthera stocksii \| \| \| \| |
|                    | \| \| Pseudoxytenanthera bourdillonii \| \| \| \| \| \| Pseudoxytenanthera monadelpha \| \| \| \| \| \| Pseudoxytenanthera ritcheyi \| \| \| \| \| \| Pseudoxytenanthera stocksii \| \| \| \| |
|                    | Pseudoxytenanthera bourdillonii |
|                    | |
|                    | Pseudoxytenanthera monadelpha |
|                    | |
|                    | Pseudoxytenanthera ritcheyi |
|                    | |
|                    | Pseudoxytenanthera stocksii |
|                    | |